# جشن و قحطی (فیلم)
جشن و قحطی (انگلیسی: Feast and Famine) یک فیلم درام کوتاه و فیلم صامت محصول سال ۱۹۱۴ به کارگردانی سیدنی ایرز است. بی. ریوس ایسون ،ویلیام گاروود، هری فون متر، جک ریچاردسون و ویویان ریچ در این فیلم به ایفای نقش پرداخته‌اند.